# Всероссийский художественный научно-реставрационный центр имени И. Э. Грабаря
Всероссийский художественный научно-реставрационный центр имени академика И. Э. Грабаря — государственная реставрационная организация России.

## История
Является старейшей государственной реставрационной организацией России, основан 10 июня 1918 года по инициативе художника и исследователя искусства Игоря Грабаря при Отделе по делам музеев и охране памятников искусства и старины Народного комиссариата просвещения (32-й отдел Наркомпросса) РСФСР в виде Всероссийской комиссии по сохранению и раскрытию древнерусской живописи. Председателем этой комиссии был назначен сам Грабарь.
В 1924 году комиссия преобразована в Центральные государственные реставрационные мастерские (ЦГРМ). В ЦГРМ работали выдающиеся учёные-искусствоведы, опытные реставраторы-практики. В 1934 году центр ликвидирован. Часть сотрудников подверглась репрессиям, в том числе за «пропаганду религии» под видом сохранения культуры.
1 сентября 1944 года совет народных комиссаров издал распоряжение № 17765-р за подписью заместителя председателя Вячеслава Молотова о разрешении Комитету по делам искусств при Совнаркоме СССР организовать Центральную художественно-реставрационную мастерскую. Для организации был привлечён Грабарь, который, став художественным руководителем мастерской, вернул к работе реставраторов, даже отзывая их с фронтов.
Сотрудники центра сохранили тысячи памятников изобразительного и декоративно-прикладного искусства. Среди них фрески Новгородских и Владимирских храмов, соборов московского Кремля, древнерусские иконы, в том числе такие святыни, как «Богоматерь Владимирская» «Троица» Андрея Рублёва; живопись из собрания Дрезденской галереи, ГТГ и ГМИИ им. А. С. Пушкина; панорама «Бородинская битва» Франца Рубо; средневековые рукописи и античная керамика.
С 1986 по 2010 годы центром руководил художник и искусствовед Алексей Петрович Владимиров.
ВХНРЦ специализируется на консервации, реставрации, экспертизе памятников масляной живописи, иконописи, графики (в том числе на пергаментном основании), книг (в том числе «инкунабул»), памятников деревянной, каменной, гипсовой и восточной лаковой скульптуры, предметов прикладного искусства (металл, кость, шитье и ткани, керамика).

## Центр сегодня

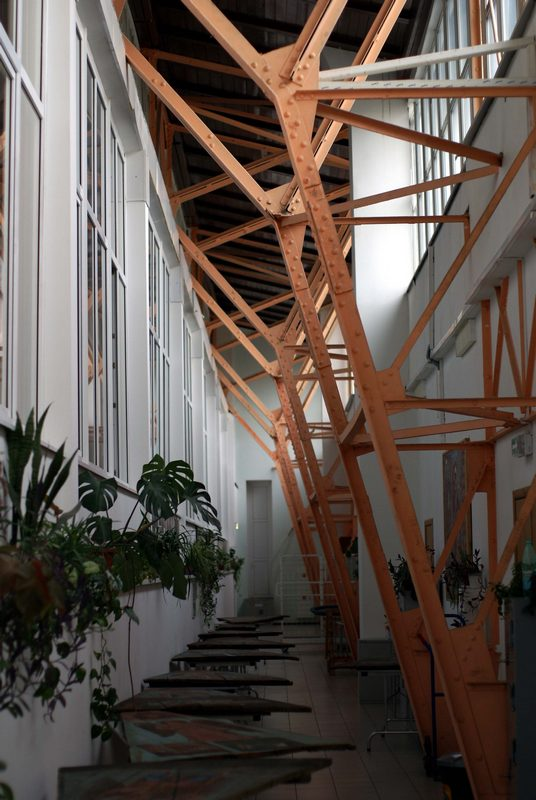
Коридор. Вдоль стен лежат разложенные для просушки иконы XVIII века из одного из северных храмов, присланные на реставрацию в Москву. Помещение до пожара

Центр является одной из немногих реставрационных организаций, обладающих проверенной временем системой подготовки новых сотрудников. Ещё в 1947 году в ГЦХРМ было принято «Положение о художниках-реставраторах», вменявшее в обязанность каждому мастеру «постоянное совершенствование: а) по истории и теории искусства; б) по методике реставрационных процессов; в) по общему художественному уровню (выполнение творческих работ в соответствии со своей специальностью — по рисунку, живописи, лепке, копированию и т. д.)».
С 1955 года центр был в числе создателей и постоянных участников государственной аттестационной комиссии Министерства культуры РСФСР, определявшей уровень мастерства реставраторов. Центр стоял у истоков создания государственной системы обучения новых реставрационных кадров, и в настоящее время является одним из учреждений культуры, бережно хранящих сложившийся в течение десятилетий порядок последовательного повышения квалификации молодых специалистов. Как правило, новые сотрудники, приходящие в отделы ВХНРЦ, имеют высшее либо среднее специальное художественное образование. Основы профессии они постигают под руководством реставраторов высшей и первой категории. Постепенно, по мере приобретения новых знаний и опыта, их допускают к работе со все более сложными экспонатами.
ВХНРЦ тесно сотрудничает с отечественным и международным музейным сообществом, его специалисты принимают активное участие в работе российского отделения ИКОМ ЮНЕСКО с момента его основания. Сейчас в числе партнеров цнтра более 200 музеев, реставрационных мастерских и научно-исследовательских организаций России и стран ближнего и дальнего зарубежья.
Сотрудники ВХНРЦ проводят обследование и реставрацию музейных экспозиций и фондов на местах во время командировок, принимают на стажировку музейных реставраторов и хранителей, обмениваются с российскими и зарубежными коллегами научной информацией в ходе многочисленных конференций и выставок.

## Подготовка реставрационных кадров в ВХНРЦ
ВХНРЦ сегодня — не только реставрационная и научно-исследовательская организация, но и научно-методическая база Министерства культуры РФ, в том числе по подготовке квалифицированных кадров для реставрационных центров, мастерских, реставрационных отделов музеев России.
До Великой Отечественной войны и сразу после её окончания в СССР ещё не практиковалась подготовка реставраторов в специальных учебных заведениях, хотя потребность в них была огромной, особенно в послевоенные годы. В первую очередь необходимы были не столько высококлассные художники-реставраторы для восстановления утраченного, сколько реставраторы-консерваторы для «скорой помощи» повреждённым памятникам — способные следить за сохранностью музейных фондов, предотвращать окончательную утрату исторических и художественных ценностей, проводить неотложные консервационные и, уже по мере возможности, несложные реставрационные работы.
Для решения этой важной задачи, Центральные государственные реставрационные мастерские, как тогда назывался Центр Грабаря, в 1955 году организовали двухгодичные курсы подготовки реставраторов станковой живописи, графики, скульптуры и предметов прикладного искусства. Слушатели курсов прошли необходимую подготовку, не только практическую, но и общекультурную теоретическую, и, получив квалификационные удостоверения с указанием перечня работ, которые им разрешалось выполнять, стали настоящим спасением для тысяч экспонатов во многих музеях Советского Союза. Лучшие выпускники были приняты на работу в ЦГРМ, многие из них и по сей день являются гордостью Центра.
В настоящее время подготовка реставрационных кадров в России обычно складывается из двух ступеней: в ряде художественных учебных заведений страны открыты реставрационные факультеты и отделения, после окончания которых выпускники стажируются у опытных мастеров-практиков.
Именно такое наставничество традиционно для ВХНРЦ — квалифицированный и опытный художник-реставратор несколько лет руководит, обучая на практике, работой учеников, доводя их до высокого профессионального уровня.
С целью подготовки и переподготовки реставраторов для музеев страны в ВХНРЦ разработана система стажировок в разных отделах с обязательным прочтением теоретических курсов по технологии, методикам реставрации и различным видам предреставрационных и реставрационных исследований памятников (физических, химических, рентгенологических, биологических и др.).

## Пожар 2010 года

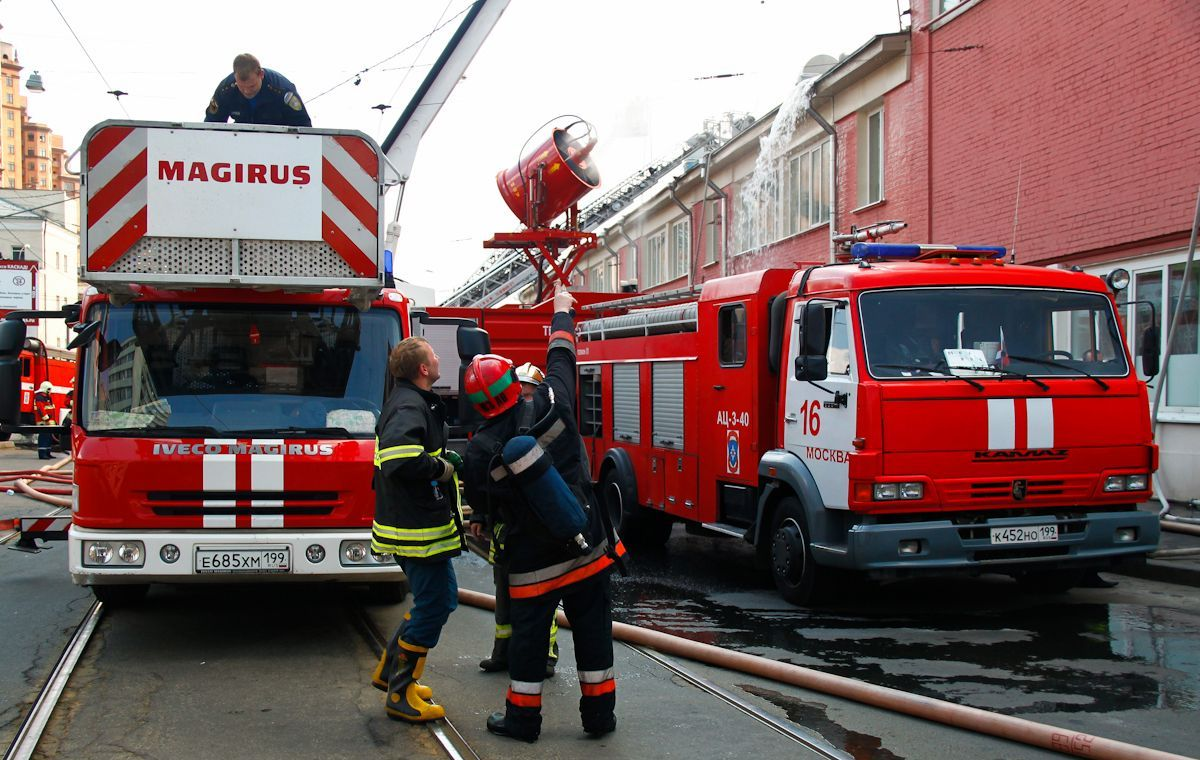
Пожар 15 июля 2010 года

15 июля 2010 года в здании реставрационного центра произошёл пожар, который начался после полудня c крыши. Пожару была присвоена третья категория по пятибалльной шкале сложности. В тушении принимали участие 65 пожарных автомобилей и три пожарных вертолета. Жертвами того пожара стали двое пожарных — Александр Владимирович Дымчиков (1969 г. р.) и Вячеслав Александрович Шашин (1983 г. р.), погибшие, вероятно, при внезапном выбросе пламени из-за резкого притока воздуха, возможного при обрушении части крыши, вылете стёкол и т. п.  Застеклённый «балкон», составляющий примерно ¾ площади третьего этажа здания, полностью выгорел, пострадала от огня крыша над оставшейся частью третьего этажа и несколько помещений второго. Все помещения второго и первого этажей залиты пеной и водой. Устояло против воды только хранилище на первом этаже, где и находилось большинство экспонатов.
В результате пожара пострадал архив, было повреждено несколько картин. 98% экспонатов уцелело, не подлежат восстановлению два экспоната: туркменский ковёр, только что отреставрированный в Центре после пожара в усадьбе Мураново, и знамя петровской эпохи из Переславля-Залесского. Сообщение о том, что утрачена работа Джорджа Доу «Александр I на коне» из Оружейной палаты Московского Кремля, ошибочно, картина найдена, хотя и сильно пострадала. Для восстановления здания потребуется капитальный ремонт.
Директор Реставрационного центра Алексей Владимиров критиковал тушение пожара с использованием воды. Он заявил: «Есть же мировые примеры: когда горела Альбертина, то её тушили газом, потому что знали, что внутри хранится графика». В государственной пожарной охране Москвы есть один автомобиль газового тушения.
В начале 2011 года сотрудник отдела реставрации рукописей Евгения Осипова за спасение из пожара древних рукописей, в том числе Спасского Евангелия XIII века, была удостоена премии «Своя колея» за 2010 год.

## Награды
- Благодарность Президента Российской Федерации (14 июля 2008 года) — за большой вклад в сохранение и развитие культурного и исторического наследия России[5].